# Třída Rajput
Třída Rajput je třída raketových torpédoborců indického námořnictva z doby studené války. Jedná se o vylepšenou verzi sovětských torpédoborců třídy Kashin (někdy jsou proto označovány Kashin II). Mezi lety 1980–1988 bylo dokončeno pět jednotek této třídy. Jako první byl roku 2019 vyřazen torpédoborec Ranjit.

## Stavba
Jednotky třídy Rajput:
| Jméno           | Zahájení stavby | Spuštěna    | Vstup do služby | Status                   |
| --------------- | --------------- | ----------- | --------------- | ------------------------ |
| Rajput (D 51)   |                 |             | 30. září 1980   | Vyřazen 21. května 2021. |
| Rana (D 52)     |                 |             | 28. června 1982 | Aktivní.                 |
| Ranjit (D 53)   | červen 1977     | červen 1979 | 15. září 1983   | Vyřazen 6. května 2019.  |
| Ranvir (D 54)   |                 |             | 28. srpna 1986  | Aktivní.                 |
| Ranvijay (D 55) |                 |             | 15. ledba 1988  | Aktivní.                 |

## Konstrukce

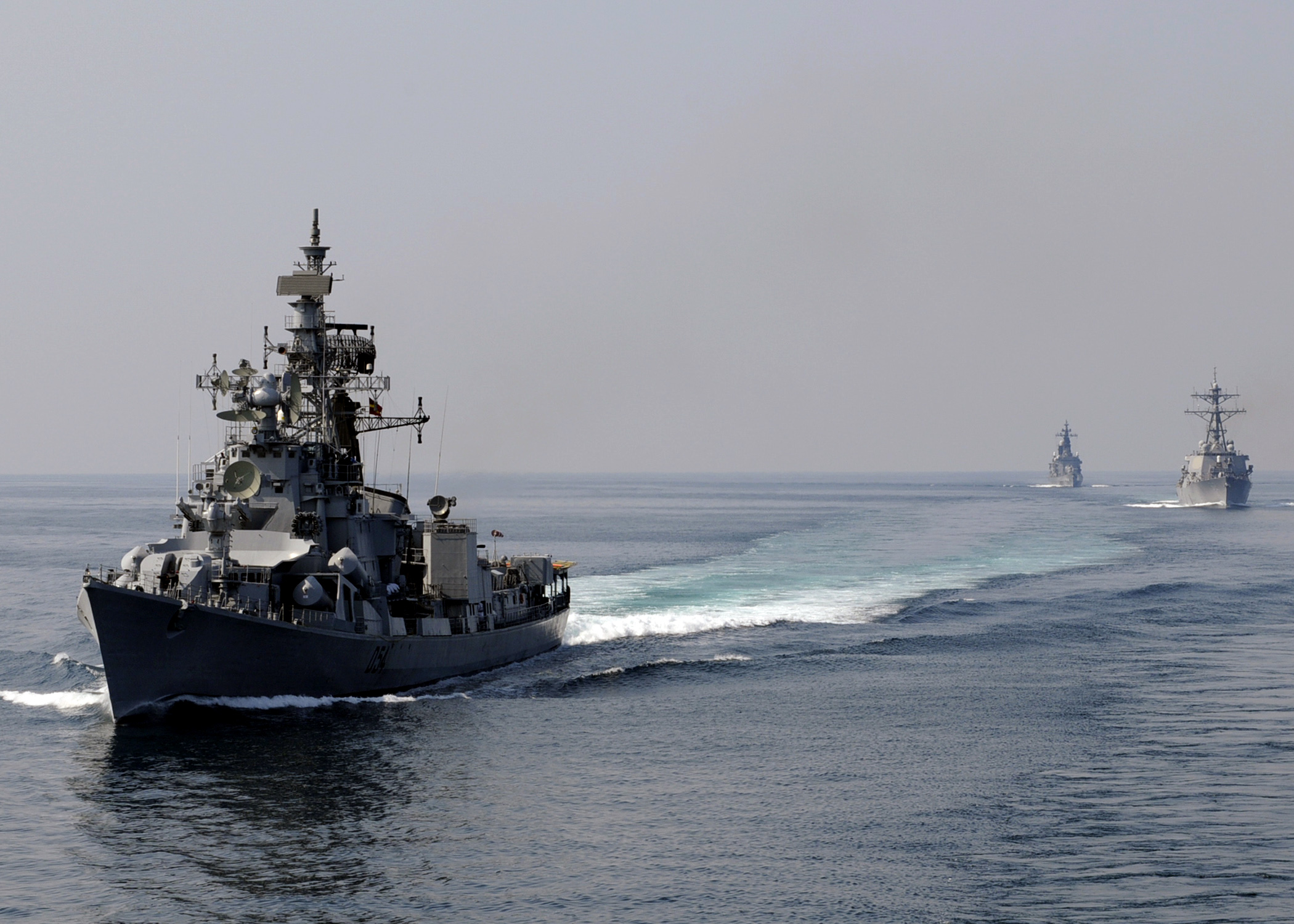
INS Ranvir

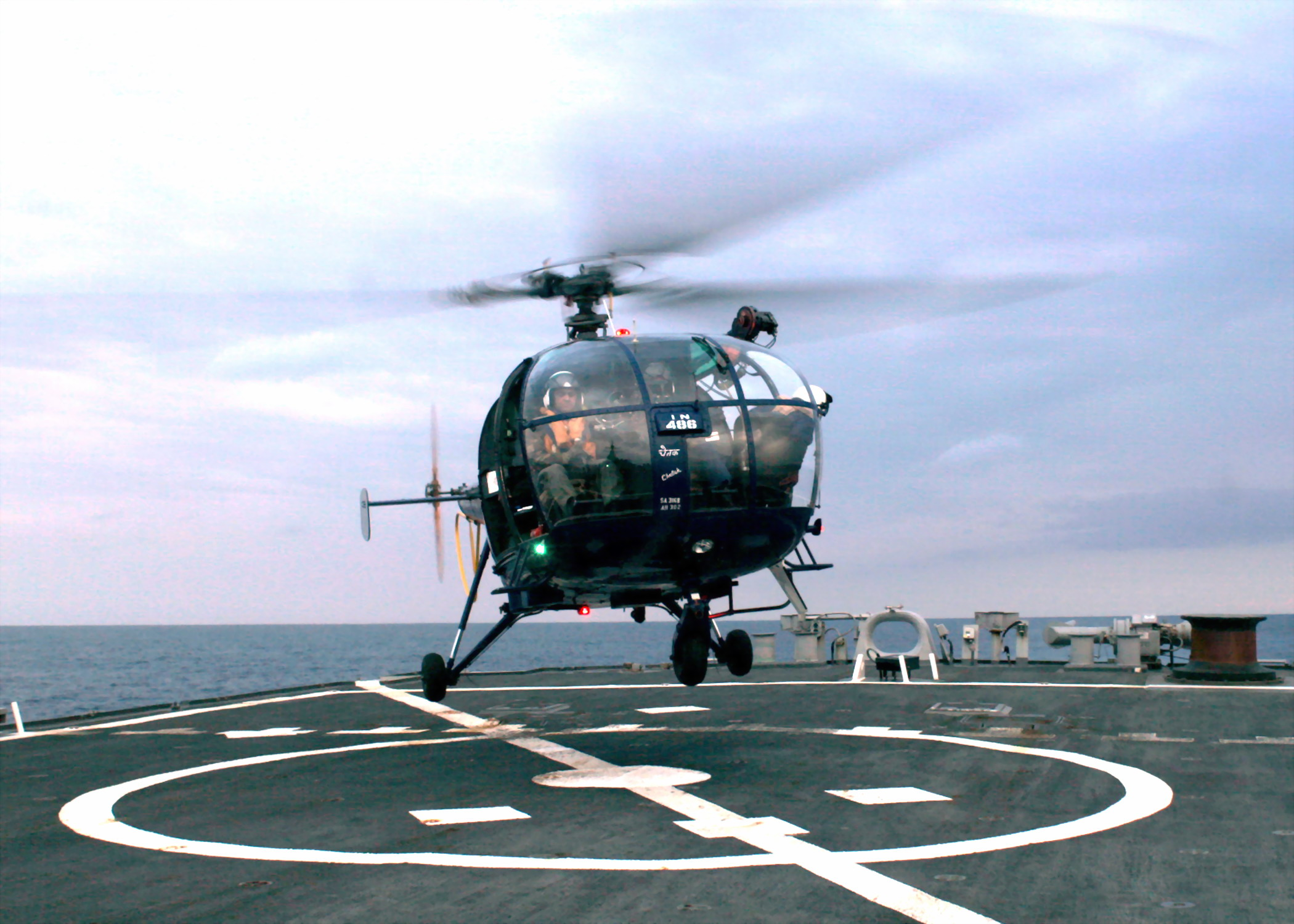
Vrtulník HAL Chetak

Hlavňovou výzbroj představuje 76mm dvojkanón v dělové věži na přídi. Původně nesené protilodní střely P-15 Termit nyní nahradilo osm moderních nadzvukových protilodních střel BrahMos. K obraně proti vzdušným cílům slouží dvě dvojitá odpalovací zařízení pro protiletadlové řízené střely SA-N-1. K boji proti ponorkám slouží dva raketové vrhače hlubinných pum RBU-6000 a jeden pětihlavňový 533mm torpédomet. Na palubě je nesen jeden vrtulník.
Pohonný systém je koncepce COGAG. Pro plavbu cestovní rychlostí slouží dvě plynové turbíny, přičemž v bojové situaci se připojí ještě dvě hlavní turbíny. Lodní šrouby jsou dva. Nejvyšší rychlost je 35 uzlů.